# Enguiço
 (janvier 2018).
Albums de Adriana Calcanhotto
Senhas
(1992)
Enguiço est le premier album de la chanteuse et auteur-compositrice MPB pop brésilienne Adriana Calcanhotto, sorti en 1990.
Sur cet album, Adriana interprète des titres de divers artistes brésiliens, tel que João Donato, Roberto Carlos, Raphael Rabello, Carmen Miranda et Lupicínio Rodrigues.
Cet album est dédié à la chanteuse Maria Bethânia.

## Liste des titres
| 1.    | Enguiço | Adriana Calcanhotto                                                     | 3:34 |
| 2.    | Naquela Estação | Caetano Veloso, João Donato, Ronaldo Bastos                             | 4:44 |
| 3.    | Caminhoneiro (Gentle on my mind) (inclus Não se reprima (No te reprimas) (C. Villa, A. Monroy, E. Diaz, Carlos Colla) | John Hartford, Erasmo Carlos, Roberto Carlos                            | 4:02 |
| 4.    | Sonífera Ilha | Toni Bellotto, Carlos Barmak, Ciro Pessoa, Marcelo Fromer, Branco Mello | 4:42 |
| 5.    | Disseram Que Eu Voltei Americanizada                                                                                  | Vicente Paiva, Luiz Peixoto                                             | 2:27 |
| 6.    | Orgulho de Um Sambista                                                                                                | Gilson de Souza                                                         | 4:54 |
| 7.    | Nunca (inclus Meu mundo caiu) (Maysa)                                                                                 | Lupicínio Rodrigues                                                     | 4:14 |
| 8.    | Pão Doce | Carlos Sandroni                                                         | 3:38 |
| 9.    | Mortaes | Adriana Calcanhoto                                                      | 5:11 |
| 10.   | Injuriado | Eduardo Duzek                                                           | 3:17 |
| 40:43 | |                                                                         |      |

## Crédits
| - Adriana Calcanhotto : guitare acoustique, chant - Carlos Eduardo Hack, Giancarlo Pareschi, José Alves, Luiz Carlos Campos Marques, Michel Bessler, Paschoal Perrota, Walter Hac : violons - Hindemburgo Pereira, Jesuina Passaroto, Murilo Da Silva Loures : altos - Jaques Morelenbaum, Jorge Ranevsky : violoncelles - Renato Borghetti (invité) : harmonica (sur Pão Doce) | - Production : Marco Mazzola (pt) - Conception : Adriana Calcanhotto - Direction artistique : Carlos Nunes - Artwork : Julio Lapenne - Photographie : Frederico Mendes |